# Knox (Indiana)
Knox è una città degli Stati Uniti d'America, situata nello Stato dell'Indiana e in particolare nella contea di Starke, della quale è il capoluogo.